# ГЕС Тайніокоскі
ГЕС Тайніокоскі (фін. Tainionkoski) — гідроелектростанція на південному сході Фінляндії у провінції Південна Карелія. Знаходячись вище за ГЕС Іматра, становить верхній ступінь у каскаді на річці Вуоксі (впадає у Ладозьке озеро).
Виробництво електроенергії на місці майбутньої ГЕС Тайнікоскі розпочалося ще у 1898 році, коли для забезпечення роботи місцевої целюлозно-паперової фабрики встановили кілька невеличких турбін загальною потужністю 3 МВт. У 1924 та 1928 роках тут ввели в дію два гідроагрегати потужністю до 8 МВт. Нарешті, після Другої Світової війни у період з 1948 по 1952 рік провели масштабні роботи зі спорудження ГЕС в її сучасному вигляді. При цьому попереднє обладнання працювало разом із новою станцією до кінця 1970-х.
ГЕС розташована неподалік від початку Воксі, яка дренує Сайменську озерну систему (озеро Саймаа). Остання є найбільшою у Фінляндії та має площу поверхні 4400 км2 і об'єм 36 млрд м3. Водоскидна гребля висотою 17 метрів перекриває ліву протоку та спрямовує воду до розташованого у правій протоці машинного залу. Спершу він був обладнаний трьома турбінами типу Каплан загальною потужністю 44 МВт, до яких у 1989 році додали четверту потужністю 18 МВт. Разом вони при напорі у 8 метрів виробляють 300 млн кВт·год електроенергії на рік.